# Škeblovky
Škeblovky (Spinicaudata) jsou v užším pojetí řád, či podřád, poměrně velkých lupenonožců (Branchiopoda). Škeblovky popsal prvně Folke Linder v roce 1945. Škeblovky, hrašníci a v tropech žijící Cyclestherida byli dříve řazeni do společného řádu Conchostraca.

## Popis
Tělo je kryto dvouchlopňovou schránkou a je z boku zploštělé. Největší česká škeblovka – škeblovka velká – dosahuje délky schránky až 15 mm.

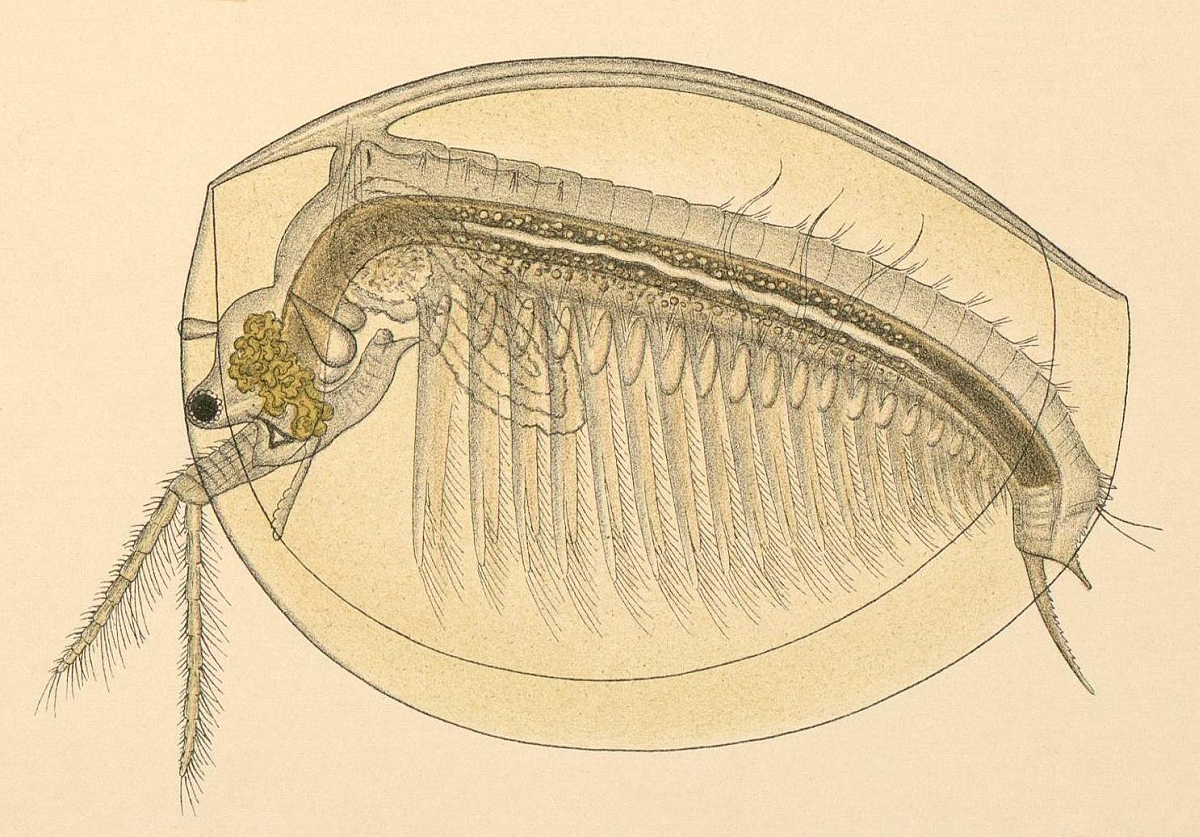
Ilustrace škeblovky velké

## Druhy
V České republice jsou zastoupeny 4 druhy 4 rodů a 4 čeledí.
- Cyzicus Audouin, 1837
  - Cyzicus tetracerus (Krynicki, 1830) – škeblovka oválná
- Leptestheria G. O. Sars, 1898
  - Leptestheria dahalacensis (Rüppell, 1837) – škeblovka rovnohřbetá
- Limnadia Brongniart, 1840
  - Limnadia lenticularis (Linnaeus, 1761) – škeblovka velká
- Imnadia Hertzog, 1935 
  - Imnadia yeyetta Hertzog, 1935 – škeblovka hladká